# Władimir Szewczenko (1918–1997)
Władimir Wasiljewicz Szewczenko (ros. Владимир Васильевич Шевченко, ur. 20 września 1918 w Obwodzie Wojska Dońskiego, zm. 20 kwietnia 1997 w Ługańsku) – radziecki polityk, członek KC KPZR (1961–1976).
W latach 1934–1937 uczył się w Charkowskim Technikum Komunistycznym, 1937–1938 inspektor pracy polityczno-oświatowej rejonowego oddziału edukacji ludowej, kierownik wydziału rejonowego komitetu Komsomołu w Donbasie, 1938–1940 studiował zaocznie na Kijowskim Uniwersytecie Państwowym. Od października 1938 w Armii Czerwonej i wojskach NKWD, od 1940 w WKP(b), w latach 1940–1941 zastępca partyjnego organizatora i partyjny organizator w truście, w styczniu-lutym 1942 instruktor Komitetu Miejskiego WKP(b) w Czeremchowie. Od lipca 1942 do lutego 1943 w oddziale partyzanckim w obwodzie woroszyłowgradzkim (obecnie obwód ługański), od lutego 1943 do stycznia 1948 II sekretarz, a od stycznia 1948 do stycznia 1952 I sekretarz rejonowego komitetu KP(b)U w obwodzie woroszyłowgradzkim. Od stycznia 1952 do 1956 I sekretarz Komitetu Miejskiego KP(b)U/KPU w Kadijewce), w latach 1956–1961 II sekretarz, a od marca 1961 do stycznia 1973 I sekretarz Komitetu Obwodowego KPU w Woroszyłowgradzie/Ługańsku (od stycznia 1963 od grudnia 1964: Przemysłowego Komitetu Obwodowego KPU). Od 19 lutego 1960 do 27 września 1961 zastępca członka, a od 30 września 1961 do 10 lutego 1976 członek KC KPU. Od 31 października 1961 do 24 lutego 1976 członek KC KPZR, zastępca dyrektora generalnego zjednoczenia węglowego w Gorłówce. Deputowany do Rady Najwyższej ZSRR od 6. do 8. kadencji.

## Odznaczenia
- Order Lenina (dwukrotnie – 29 kwietnia 1957 i 18 września 1968)
- Order Czerwonego Sztandaru Pracy (8 kwietnia 1964)
- Order „Znak Honoru” (25 stycznia 1948)

I 3 inne ordery.